# Charmander
Charmander (ejtsd: /ˈtʃɑːmʌndɘ/, eredeti neve:  フシギダネ (Hitokage)) a Pokémon videojátékok és az azok alapján készült anime-sorozat egyik szereplője. Charmander Tűz típusú pokémon, a Pokédex nevezi még gyík pokémonnak is. Kinézetre legjobban egy gyíkra hasonlít, valószínűleg a legendákban is szereplő szalamandrák inspirálták. Neve az angol nyelvű változatban valószínűleg a charcoal "(szén)" és salamander "(szalamandra)" szavak összetétele. Eredeti neve a japán 火蜥蜴 (hitokage) szóból ered, melynek jelentése egyszerűen szalamandra (szó szerint "tűzgyík"). A három választható kezdő pokémon egyike a Pokémon Red és Blue játékokban, ezek feldolgozásában, a Pokémon FireRed és LeafGreen verziókban, és a Pokémon anime sorozatban. A Pokémon Yellow verzió című Game Boy játékban nem választható. A kezdő támadásai a Karmolás (Scratch) és a Morgás (Growl).
Charmander kicsi, kétlábú gyík pokémon. Általában kék szemű, bőrszíne narancssárga, lábain három karom található, hasa és talpa sárga. A farka végén egy láng ég. Ennek a lángnak a nagysága jelzi Charmander szellemi és fizikai egészségét. Amikor esik, gőzzé válnak az esőcseppek a farka körül. Ha ez a láng kialszik, Charmander meghal.
Charmander a Pokémon Red és Blue verziók és a Pokémon FireRed és LeafGreen verziók egyik kezdőpokémonja, más szóval egyike azon pokémonoknak, akiket a játékos első pokémonjának választhat.

## A faj jellemzői
Charmandert a Pokédex gyík pokémonnak is nevezi. Bár az anime szerint egy Charmander meghal, ha lángja elalszik, a videojátékokban inkább akkor alszik el a lángja, ha meghal: egyrészt nehéz kioltani egy Charmander lángját, mert az esőben sem alszik ki, hanem csak gőzt bocsát ki, másrészt a láng csak jelzi az életerejét, nem befolyásolja azt; még akkor is erősen ég a lángja, ha nedves, feltéve, hogy Charmander jól érzi magát. Ha Charmander egészséges, lángja fényesen ég, de ha beteg, a lángja gyengébb lesz. Már az újszülött Charmandereknek is láng ég a farkuk végén, azonban, mivel még nem ismerik a tüzet, előfordul, hogy megégetik magukat.
Charmander testének nagy része narancssárga színű, hasa és talpa azonban sárga. Ennek ellenére a Pokédex a harmadik generáció óta létező szín szerinti keresés funkció használatakor piros színűnek veszi. A Pokédex adatai szerint a gyík pokémon magassága 2'00" (hozzávetőlegesen 60 cm), súlya pedig 18.7 lbs. (nagyjából 8.5 kg).
Charmander a Nemzetközi Pokédex számozásában a 4., a Johto Pokédexben a 229. (a negyedik generáció Johto Pokédexében a 234.), a Hoenn Pokédexben pedig a 206. pokémon (bár ez a Pokédex nem mutatja Charmandert). Charmander a Sinnoh Pokédexben nem szerepel.
Charmander a Fiore Browser számozásában a 140., az Almia Browserben pedig a 137. pokémon.

## Charmander az RPG-ben
Charmander egyike azoknak a pokémonoknak, akiket Oak professzor választásra kínál a játékosnak útja kezdetén a Pokémon Red és Blue verziókban, illetve a Pokémon FireRed és LeafGreen verziókban. Három pokémon közül kell első társát kiválasztania a játékosnak: Charmander, Squirtle és Bulbasaur kísérheti útját a főszereplőnek Pallet városból indulva. A három pokémon közül bármelyik szabadon választható, azonban kezdő játékosoknak nem javasolt Charmandert választaniuk; Bulbasaurral és Squirtle-lel szemben Charmander elég sok edzőterem-csatában rosszul teljesít típusa miatt: nyolc edzőteremből négy olyan típusra specializálódott, amelyik ellen gyenge Charmander - az első kettő (Szikla és Víz típus) és az utolsó kettő (Tűz és Föld típus) terem ilyen.

## Fejlődés
Charmander a 16. szinttől Charmeleonná alakulhat, a 36. szinttől pedig elérheti végső fejlődési szakaszát, és Charizarddá változhat. Charmander századik szintre lépéséhez 1 059 860 tapasztalati pont elérése szükséges, vagyis Charmander szintlépése közepesen lassú.

## Charmander típusa
Charmander Tűz típusú, ezért nem túl hatásosak vele szemben a Bogár, az Acél, a Tűz, a Fű és a Jég típusú támadások. Ezek a támadások csak feleannyira sebesítik meg, mint az egyéb típusú támadások. Charmander támadásai a Bogár, Acél, Fű és Jég típusú pokémonoknak kétszer akkora sebesülést okoz, mint amekkora a támadás ereje egyébként lenne. A Tűz típusú pokémonokra azonban csak felére csökkent erővel hatnak Charmander tűz típusú támadásai is, tehát Charmander és Tűz típusú ellenfele egyforma hátránnyal indul. Az edzőnek vigyáznia kell, ha Charmander Víz, Szikla, vagy Föld típusú pokémonnal kerül szembe egy Pokémon-mérkőzés során, mert ezeknek a pokémonoknak a támadásai nagyon hatásosak Charmanderrel szemben. Az ilyen típusú támadások kétszer olyan erős hatást gyakorolnak a gyík pokémonra, mint ha más típusú támadás érné őt. A Víz, Szikla és Föld típusú pokémonokra ráadásul Charmander Tűz-típusú támadásai sem jelentenek komoly veszélyt, csak feleannyira tudja őket megsebesíteni, mint amekkora a támadás ereje egyébként lenne. Charmander egyetlen típus ellen sem immunis, tehát minden támadás sérülést okoz nála.

## Támadásai
| Szint     | Lépés                      |
| --------- | -------------------------- |
| Kezdéstől | Karmolás (Scratch)         |
| Kezdéstől | Morgás (Growl)             |
| 7         | Parázs (Ember)             |
| 13        | Füstfüggöny (Smokescreen)  |
| 16        | Sárkányharag (Dragon Rage) |
| 19        | Rémisztő Arc (Scary Face)  |
| 25        | Tüzes Agyar (Fire Fang)    |
| 28        | Hasítás (Slash)            |
| 34        | Lángszóró (Flamethrower)   |
| 37        | Tűztornádó (Fire Spin)     |

## Charmander az animében
|  | Alább a cselekmény részletei következnek! |

Az animében Ash a harmadik edzőterem felé vezető úton fog el egy Charmandert. A pokémon eredetileg egy Damien nevű edzőhöz tartozott, aki nem tartotta elég erősnek, ezért kegyetlenül elhagyta: azt mondta neki, hogy maradjon egy sziklánál, amíg "vissza nem tér". Sajnos a Pokémon annyira hűséges volt az edzőjéhez, hogy rá várva egészségét kockáztatta, nem tudván, hogy Damien soha nem fog visszatérni hozzá. Ash, Brock, és Misty véletlenül pont arra jártak, ahol Damien ráparancsolt Charmanderre, hogy várja meg őt. A Pokémon nem volt hajlandó megmozdulni a szikláról, amin feküdt. Ash és barátai kénytelenek voltak otthagyni, abban bízván, hogy az edzője hamarosan érte megy. Azonban egy közeli Pokémon-központban találkoztak Damiennel, aki azzal dicsekedett, hogy elhagyta a Charmanderét. Ahogy beesteledett, eleredt az eső, és Ashék, tudván, hogy az esőben Charmander lángja kialudhat, ezért életveszélyben van, visszatértek oda, ahol Charmander a gazdáját várta. A szerencsétlen pokémon egy levéllel próbálta a lángját égve tartani, azonban Ashnek és barátainak gyorsan a Pokémon-központba kellett vinniük őt, hogy életben tudják tartani. Nagy nehezen sikerült megmenteni Charmandert, aki, látván, hogy Damiennak csak akkor kell, ha már erős lett, úgy dönt, hogy Ash-sel tart. Charmander később Charmeleonná, majd Charizarddá fejlődött. Charmeleonként nem akart Ash-re hallgatni, és ez még akkor is így maradt, amikor Charizarddá fejlődött. Azonban egy alkalommal, amikor befagyasztotta Charizardot egy Poliwrath, és Ash egész éjjel virrasztott mellette, a gyík-pokémon megenyhült, és újra tisztelni kezdte gazdáját. Charizardot Ash a Charicific-völgyben hagyta, hogy erősebbé váljon, de alkalmanként magához hívja őt, különösen a nagyon fontos csatái előtt. Charmander továbbá mint kezdő Pokémon megjelenik még a Pokémon: Origins című mini-animében is, ahol Red első Pokémonja lesz.
|  | Itt a vége a cselekmény részletezésének! |